# Rue de Normandie
Rue de Normandie je ulice v Paříži v historické čtvrti Marais. Nachází se ve 3. obvodu.

## Poloha
Ulice vede od křižovatky s Rue Debelleyme a končí na křižovatce s Rue Charlot.

## Historie
Ulice byla otevřena roku 1696 k Rue de Périgueux (Rue Debelleyme) a v roce 1701 prodloužena až k Rue Vieille-du-Temple. Tato část ale byla v roce 1830 připojena k Rue de Turenne.
Ulice nese jméno bývalé francouzské provincie Normandie. Francouzský král Jindřich IV. plánoval vybudovat ve čtvrti Marais rozsáhlé náměstí Place de France, z jehož realizace po králově smrti sešlo. Na tomto náměstí mělo končit osm ulic a každá měla nést jméno jedné významné provincie. Název ulice je tak odkazem na tento nerealizovaný plán.